# Los Blue Caps
Los Blue Caps fueron una agrupación musical mexicana efímera de rock and roll de los años 1960 conformada por jóvenes que deseaban figurar en el medio artístico pero que, sobre todo, deseaban incursionar en la música por gusto propio. La notoriedad de esta banda se centra en lo difícil que es encontrar material discográfico intacto relacionado con ella. Su interpretación del tema "Vuelve primavera", original de Armando Trejo, les colocó en un sitio alto de la historia del rock mexicano en calidad de leyendas de la música mexicana.

## Breve biografía
Los inicios de este grupo se remontan a 1958 cuando, unidos por la amistad y la inquietud sobre el "nuevo ritmo" que hacía aparición en los medios de aquel entonces (la radio principalmente), un grupo de jóvenes acordaron reunirse periódicamente para dar rienda suelta a su pasión por la nueva música. Inicialmente el grupo estaba conformado por Jorge Gutiérrez Michell, Tito Ahumada, Armando Trejo, teniendo como lugar de ensayo las escaleras de un edificio ubicado en las calles de Palma y Cuba en el Centro Histórico de la Ciudad de México. Cierta ocasión, según Alberto Camilli, él pasó caminando frente a la entrada del edificio, percatándose de la música que improvisaban los muchachos; vencido por la curiosidad, se acercó a ellos empatizando casi instantáneamente al grado de ser aceptado por ellos para convertirse en su pianista y ensayar en su domicilio, que no estaba muy lejos de ahí (Peralvillo). Carecían de nombre, y decidieron autonombrarse "Los Solitarios"; luego optaron por el de "Los Reyes del Ritmo", y fue con este con el cual, al ingresar Jorge Barón (como cantante) incursionarían en el ámbito musical. A través de amistades cercanas consiguieron aparecer brevemente en televisión; consiguieron actuar al lado de Bill Haley en el Teatro Esperanza Iris; al poco tiempo, Jorge Barón abandonó el grupo y se integró a "Los Zipps". Los Reyes del Ritmo audicionaron al hermano de uno de sus amigos: René Ferrer, quien de inmediato se adaptó a la mecánica del grupo e inmediatamente colaboró, aportando su talento para cantar. Los chicos decidieron cambiarse el nombre por el de Los Blue Caps, tal como el nombre del grupo de acompañamiento de Gene Vincent. 
Fueron contratados hacia 1960 por la CBS Columbia Records a través de José de Jesús Hinojosa, director artístico de la compañía. 

### Disolución
Pese a que el grupo tuvo un éxito avasallador en la radio y a través de sus presentaciones, al parecer la difusión y apoyo de la disquera no fue suficiente, por lo que la agrupación se desbandó.
- René Ferrer pasaría a ser vocalista de "Los Playboys" (1961) y luego de "Los Salvajes" (1961) moriría a la edad de 22 años, el 24 de octubre de 1962 a raíz de un traumatismo craneoencefálico, ocasionado por la golpiza que le propinaron unos policías, que lo detuvieron por orinar en la calle.
- Alberto Camilli continuó en la música; colaboró en una empresa fílmica, llegó a musicalizar algunas de las películas de El Santo e incursionó en el ámbito televisivo.
- Tito Ahumada se retiró del medio. Falleció a principios de los años 80.
- Jorge Gutiérrez Michell se integró a Los Blue Kings, después a Los Teddy Bears, y finalmente a Los Ovnis, con quienes actuó regularmente. También fue propietario del nombre de Los Blue Caps. Falleció el 12 de marzo del 2009.
- Armando Trejo Ugalde formó el grupo Los Blue Kings (notable pero también efímero), después se ocupó de cantar en un trío y realizó grabaciones de música tradicional mexicana. Falleció el 23 de julio de 2009, cuatro meses después del fallecimiento de Jorge Gutiérrez.

### Regreso
En el año 1999 Los Blue Caps regresarían a los escenarios al actuar en la segunda noche dedicada al rock en el programa "En Vivo", conducido por el periodista Ricardo Rocha, que se transmitió en señal abierta a través de Televisa. La emisión duró más de 8 horas y se vieron acompañados por gran cantidad de grupos contemporáneos. La alineación reunió a dos de los miembros originales: a Jorge Gutiérrez (ya fallecido), requinto, y al pianista Alberto Camili, acompañados por nuevos integrantes: el Doctor Carlos Delvequio en la guitarra de acompañamiento, Gilberto Urquiza en el bajo y Paco Hernández en la batería. Interpretaron Tú y el Rock y su súper éxito Vuelve Primavera. Estos números fueron presentados en ese intervalo por Luis Carbajo (pionero, quien, en canal 11, había instituido las emisiones en vivo, con duración de toda la noche) y el propio Ricardo Rocha.
"Déjame mirarte" fue un éxito que impuso la agrupación Los Blue Caps, formada en Asunción del Paraguay. En sus primeros años animaba las fiestas en el Club Deportivo Sajonia, y después triunfó en Buenos Aires, Argentina.

## Discografía
Solo grabaron 3 sencillos conteniendo los siguientes temas para CBS Columbia México

### Sencillos
- Vuelve Primavera (Armando Trejo)
- Leala (cover)
- Tu y el rock (Alberto Camilli)
- Tratame Bien (Leiber & Stoller)(cover)
- Patrulla americana/De buen humor (Frank W. Meacham-Joseph C. Garland-Andy Razaf.) instrumental
- Porque te amo tanto "Why Do I Love You So"(J. Tillotson) (cover)

### Long Play
Aparecieron como complemento del LP "Rock and Roll-los éxitos de 1961" al lado de los finalistas del concurso efectuado por la Radiodifusora "Radio Éxitos" XERC-AM790Kh y la compañía de Discos CBS Columbia

## Otros datos
- "Vuelve Primavera" fue escrita inicialmente como bolero.
- La amistad existente entre Enrique Guzmán y René quedó manifestada en la grabación de "Vuelve Primavera", en donde Enrique canta los coros. Al principio, lo trata de asustar al decirle que él la va a grabar. La broma queda ahí.
- La letra de la canción "Tú y el rock" incluye los nombres de las novias del momento de cada uno de los integrantes del grupo.

## Ligas externas
- https://estroncio90.typepad.com/blog/2009/08/tu-y-el-rock-la-historia-de-los-blue-caps.html

- Datos: Q5979390